# Mâcot-la-Plagne
Mâcot-la-Plagne är en kommun i departementet Savoie i regionen Auvergne-Rhône-Alpes i sydöstra Frankrike. Kommunen ligger i kantonen Aime som tillhör arrondissementet Albertville. År 2018 hade Mâcot-la-Plagne 1 702 invånare.

## Befolkningsutveckling
Antalet invånare i kommunen Mâcot-la-Plagne
| Referens: INSEE |